# 은희
《은희》는 2013년 6월 24일부터 2014년 1월 3일까지 방영된 한국방송공사 TV소설이다.

### 방송 일시
| 방송 채널 | 방송 기간                        | 방송 시간                                       |
| --------- | -------------------------------- | ----------------------------------------------- |
| KBS 2TV   | 2013년 6월 24일 ~ 2014년 1월 3일 | 매주 월요일 ~ 금요일 오전 9시 ~ 9시 40분 (40분) |

## 기획 의도
한국 전쟁 직전 살인을 놓고 엇갈린 운명, 화해, 사랑을 그린 드라마

## 등장인물

### 주요 인물
- 경수진 : 김은희 역
- 이인 : 임성재 역(아역 : 최하호)
- 최윤소 : 차영주 역
- 정민진 : 최정태 역

### 김은희 가족
- 이대연 : 김형만 역
- 김혜선 : 한정옥 역

### 임성재 가족
- 홍일권 : 임덕수 역
- 반효정 : 이금순 역
- 최준용 : 이백수 역
- 정소희 : 신행자 역

### 차영주 가족
- 박찬환 : 차석구 역
- 황미선 : 강길례 역

### 고순덕 가족
- 최주봉 : 고춘식 역
- 채민희 : 고순덕 역
- 손종범 : 홍삼봉 역
- 김경룡 : 홍일봉 역
- 강경헌 : 정 마담 역. 홍일봉 부인

### 서울호텔 사람들
- 김보미 : 김형숙(로라 킴) 역
- 이하율 : 최명호 역
- 조병기 : 강재필 역
- 최효현 : 박비서 역

### 그 외 인물
- 김민 : 미경 역
- 반상윤 : 넙치 역
- 이인철 : 신사장 역
- 최상길 :김용팔 역
- 김태린 : 정숙 역
- 김경응 : 조 형사 역
- 조선옥 : 간호사 역
- 김혜원 : 윤 비서 역
- 김정수 : 가게주인 역
- 요엘 리
- 고인범 : 방태수 역
- 손하정 : 최양 역
- 미람

## 수상 경력
- 2013년 KBS 연기대상 여자 신인연기상 경수진

## 연장
- 은희 방영 분량이 120부작에서 20회 연장되어 140부작으로 변경 및 확정되었다.

## 참고 사항
- 담당 PD(한철경)가 공동 연출로 참여했던[1] KBS 2TV 장희빈은 심은하 등이 여주인공 장희빈 역 물망에 거론되었으며[2] 심은하는 김혜선(한정옥 역)이 여주인공으로 낙점되었으나[3] 노역까지 해야 되는 역할에 대한 부담감 탓인지 고사한 KBS 2TV 아씨가 아침 TV 소설로 기획될 당시 여주인공 아씨 역 물망에 한때 거론됐다.